# 대한민국 헌법 제40조
대한민국 헌법 제40조는 대한민국 헌법의 조항으로 형식적 의미의 법률에 대한 입법권이 국회에 있음을 규정하고 있다.

## 본문
입법권은 국회에 속한다.

## 주요 판례
- 헌법은 처분적 법률로서 개인대상법률 또는 개별사건법률의 정의를 따로 두고 있지 않음은 물론, 처분적 법률의 제정을 금하는 명문의 규정도 두고 있지 않은바, 특정규범이 개인대상 또는 개별사건 법률에 해당한다고 하여 그것만으로 바로 헌법에 위반되는 것은 아니다[1]
- 헌법 제40조의 의미는 적어도 국민의 권리와 의무의 형성에 관한 사항을 비롯하여 국가의 통치조직과 작용에 관한 기본적이고 본질적인 사항은 반드시 국회가 정하여야 한다[2]

## 같이 보기
- 대한민국 헌법 제3장
- 대한민국 헌법 제75조
- 대한민국 헌법 제95조
- 대한민국 국회

## 참고문헌
- 장영수. (2002, 11). 분야별 논점강좌헌법-헌법 제40조와 입법의 개념. 고시연구, 29(11), 26-36.